# Храм Успіння Пресвятої Діви Марії (Новочеркаськ)
Храм Успіння Пресвятої Діви Марії (рос. Храм Успения Пресвятой Девы Марии) — католицький храм в місті Новочеркаську, Ростовська область (Росія).
Адміністративно відноситься до Ростовського деканату Єпархії св. Климента з центром в Саратові, очолюваної єпископом Клеменсом Пиккелем.

## Історія
Першу католицьку громаду в Новочеркаську сформували польські засланці, які були переселені на Дон після придушення національно-визвольних рухів в Польщі у другій половині XIX століття. Другу значну частину приходу складали вірмени-католики, що проживали в даній місцевості з XVIII століття.
Будівництво храму почалося в 1902 році і було закінчено в 1906 році архітектором Броніславом Станіславовичем Рогуйскім. У 1907 році храм був освячений. В 1917 році прихід налічував 4231 особа.
У 1929 році церква була закрита і використовувалася як їдальня знаходиться через дорогу Новочеркаського політехнічного університету. У 1937 році в ній знаходився спортивний зал, житлові приміщення, ясла. Священик Іоанн Ланг, який служив у парафії, був депортований в 1941 році і помер на засланні в 1944 році.
У 1994 році храм передали католицькій парафії Успіння Пресвятої Богородиці, який був зареєстрований роком раніше.

## Настоятелі
- Ярослав Вишневський (1993)
- Едвард Мацкевич (1993—1996 і 2000—2002)
- Єжи Кроляк (1996—1998)
- Томаш Весна (2002—2013)
- Олексій Полиско (2013—2014)
- Мацей Русецький, ОР (з 2014 року)

## Фотогалерея

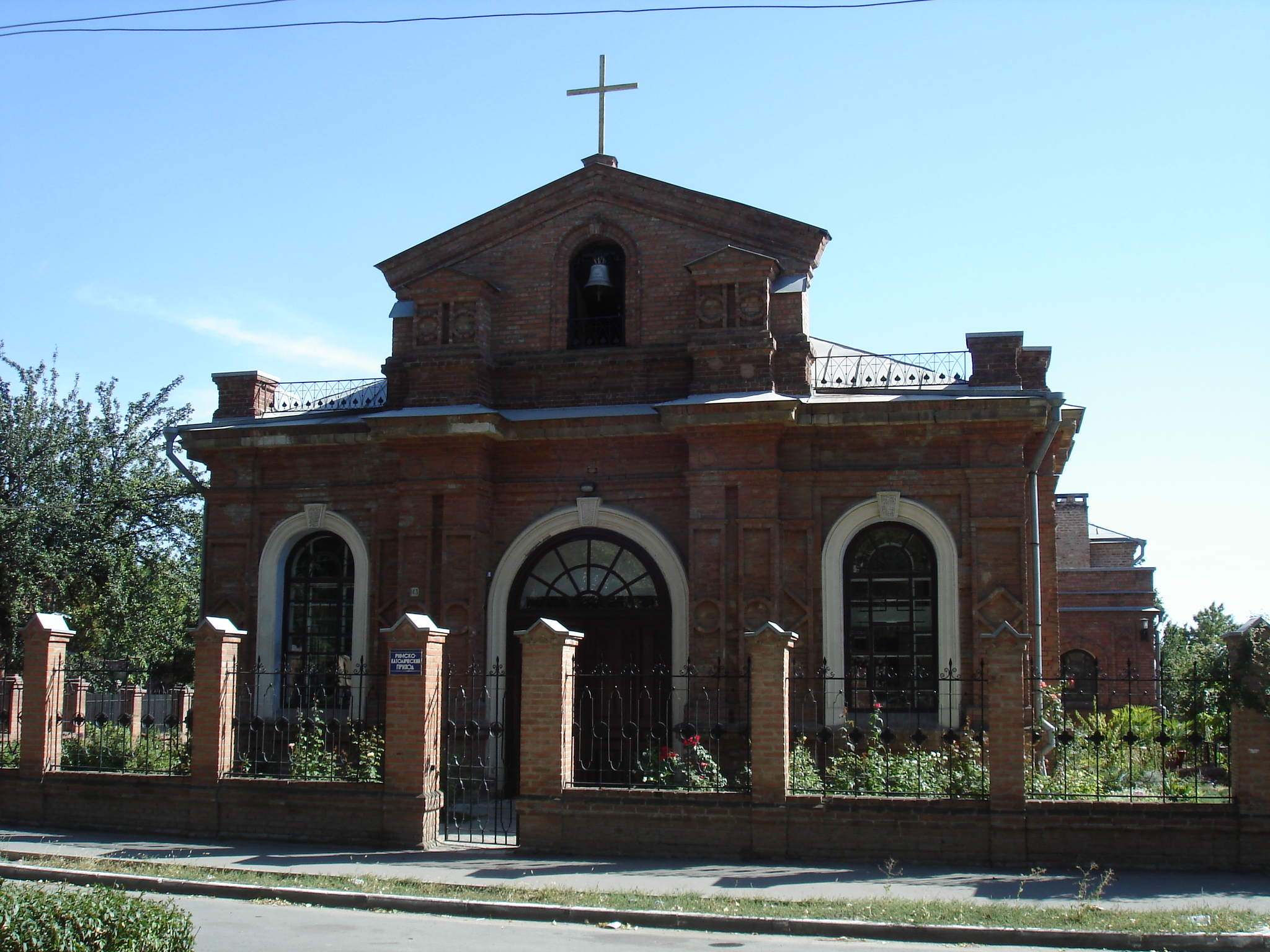
Храм Успіння Пресвятої Діви Марії
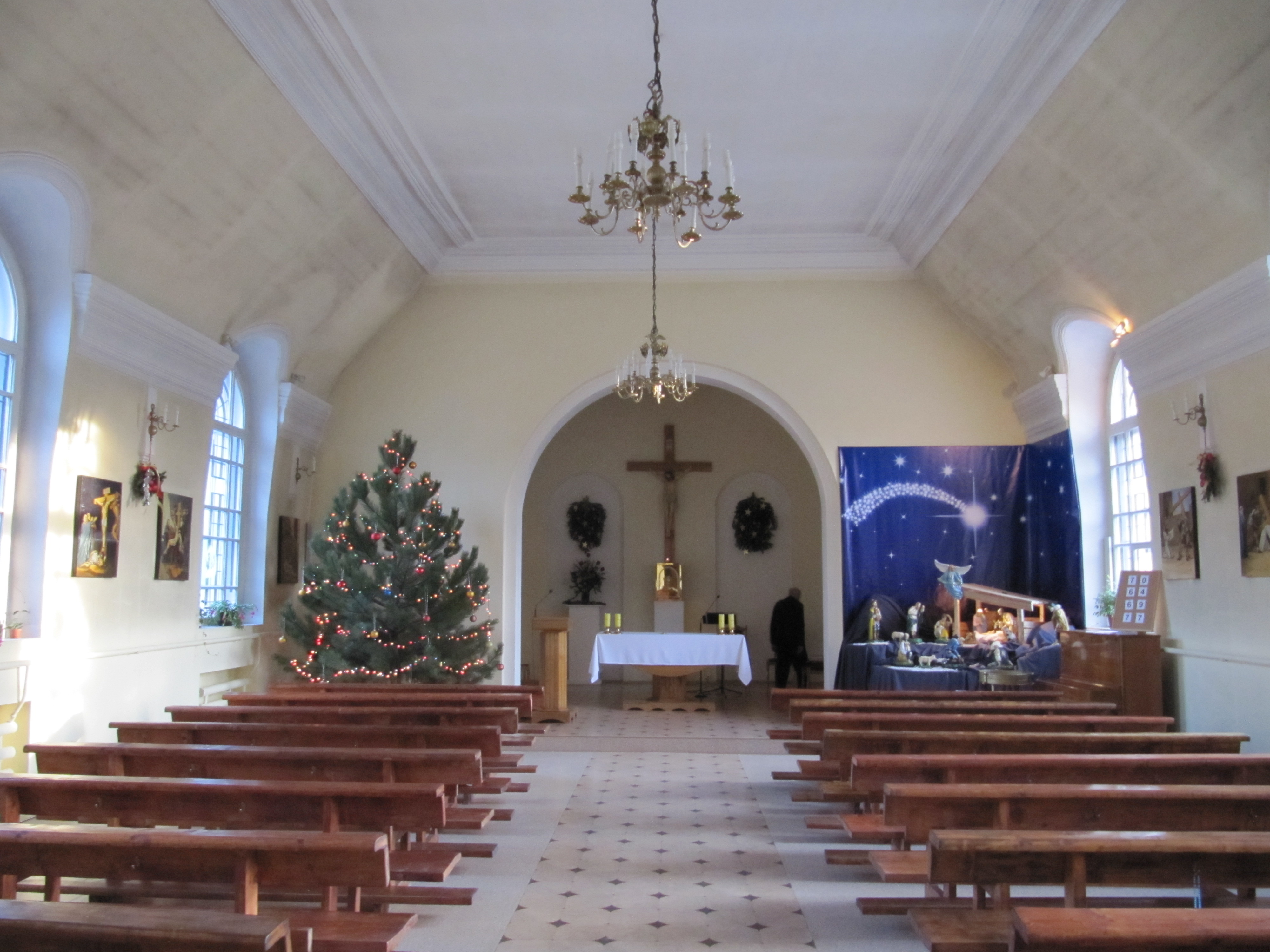
Внутрішній інтер'єр
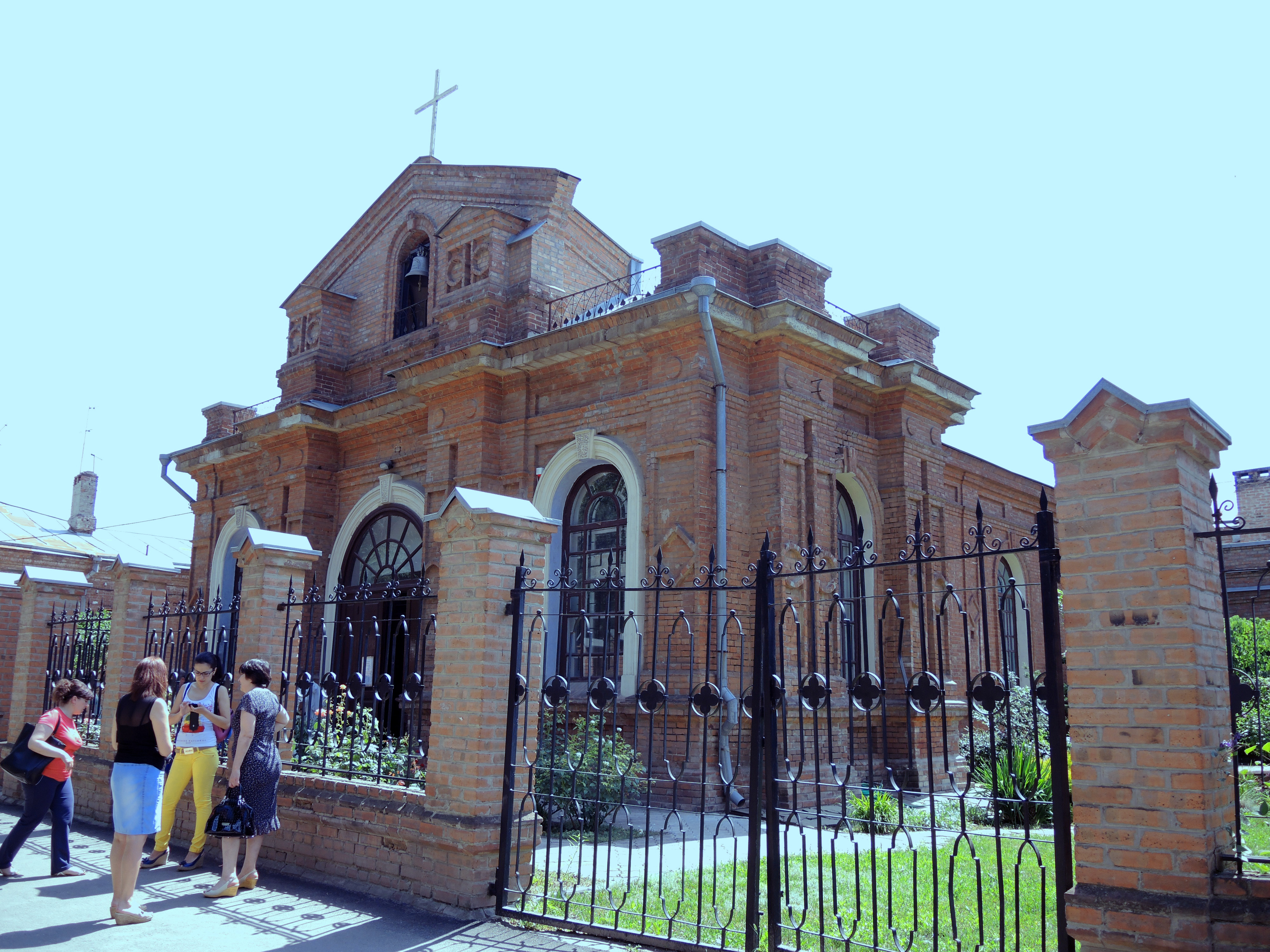
Вид влітку